# Fritz Tomaselli
Fritz Tomaselli (* 11. April 1921 in Bludenz; † 3. Oktober 2020 ebenda) war ein österreichischer Fußballspieler und Kommunalpolitiker.

## Karriere
Fritz Tomaselli wurde am 11. April 1921 in Bludenz geboren, wo er zuerst die Volks- und dann die Hauptschule besuchte. Von 1935 bis 1937 besuchte er die Handelsschule in Lustenau und war ebenfalls ab 1935 als Jugendspieler beim FC Rätia Bludenz aktiv. Seine berufliche Laufbahn führte von einer Bürokraft in einer Rechtsanwaltskanzlei zu einer Baufirma, bei der er als Lohnverrechner tätig war. 1941 trat er in den Verwaltungsdienst der Deutschen Reichsbahn ein, ehe er anlässlich des Zweiten Weltkriegs zur Wehrmacht eingezogen wurde und er in Russland und an der Westfront seinen Kriegsdienst versah. Aufgrund dieser Tätigkeiten spielte er 1940 beim Badener AC und 1941 bei Blau-Weiß Berlin. Mit Ende des Zweiten Weltkriegs kehrte er wieder in seine Heimatstadt zurück und war fortan von Juli 1945 bis Oktober 1974 im Verwaltungsdienst (Rechnungswesen) der Österreichischen Bundesbahnen tätig. Ab 1945 trat er auch wieder bei seinem Heimatverein Rätia Bludenz als Fußballspieler in Erscheinung. Im 1951 vom ÖFB veröffentlichten Offiziellen Jahrbuch des Österreichischen Fussballsportes des Jahres 1951 ist Tomaselli mit zwei Einsätzen in Landesauswahlen (gegen Tirol und Ostschweiz) angeführt.
Seine politische Laufbahn begann Fritz Tomaselli im Jahr 1960 als Stadtvertreter-Ersatzmann in Bludenz, wo er aktives Mitglied des Finanz-, Spitals- und Sportausschusses war. Von 1965 bis 1970 war er Stadtrat ohne Referat, ehe er von 1970 bis Oktober 1993 als Stadtrat Forst- und Sportreferent sowie Schul- und Spitalsreferent war. Von 1985 bis 1990 bekleidete er das Amt des Vizebürgermeisters hinter Heinz Wiedemann (1942–1995). Generell zählte Tomaselli von 1960 bis 1993 zu den führenden politischen Gestaltern der Stadt Bludenz, wobei ihm vor allem der Ausbau der Gesundheits- und Altersversorgung sowie der städtischen Sportstätten stets ein besonderes Anliegen war. In den 1970er Jahren vertrat er den damaligen Bürgermeister Hermann Stecher in zahlreichen Verbänden, Ausschüssen und überregionalen Organisationen und wurde von Stecher mit wichtigen Projekten betraut. So hatte er etwa einen wesentlichen Anteil an der Realisierung des Bludenzer Untersteinstadions, der Heimstätte des FC Rätia Bludenz, und des ersten Hallenbadbaues in Bludenz, die beide ein wichtiger Meilenstein in der Stadtentwicklung waren. Unter Bürgermeister Heinz Wiedemann war Tomaselli unter anderem an der Generalsanierung des LKH Bludenz als Stadtrat und Spitalsreferent maßgeblich beteiligt. Weiters machte er sich um den Sport, die Bildung und die soziale Ausgewogenheit in seiner Heimatregion verdient und war maßgeblich an der Errichtung von Hauptschulen in Bürs und Braz beteiligt, wodurch bei Verhandlungen mit dem Land Vorarlberg die Errichtung einer Großschule im Bludenz abgewandt werden konnte. Am Bau der Dreifachturnhalle in der Wichner-Hauptschule Bludenz-Ost (heute Mittelschule Bludenz) hatte er ebenfalls einen maßgeblichen Einfluss. 
Für seine herausragenden Verdienste wurde Tomaselli nach einem einstimmigen Beschluss der Stadtvertretung am 22. Mai 1997 der Ehrenring der Stadt Bludenz verliehen. Am 3. Oktober 2020 starb Tomaselli im Alter von 99 Jahren in seiner Geburts- und Heimatstadt. Er war der letzte noch lebende Bludenzer Ehrenringträger. Der FC Rätia Bludenz führte ihn ebenfalls als Ehrenmitglied.

## Privates
Fritz Tomaselli war zweimal verheiratet. Seine erste Frau, mit der er eine Tochter (* 1957) hatte, starb noch in jungen Jahren. Seine zweite Frau, Inge (geborene Berninger, * 25. August 1943; † 24. April 2017), starb 2017 nach langer schwerer Krankheit. Aus dieser Ehe stammt ein gemeinsamer Sohn (* 1978).